# Pseudofistulina
Pseudofistulina är ett släkte av svampar. Pseudofistulina ingår i familjen Fistulinaceae, ordningen Agaricales, klassen Agaricomycetes, divisionen basidiesvampar och riket svampar.
|                 | Fistulina                                                                             |
|                 |                                                                                       |
| Pseudofistulina | \| \| Pseudofistulina sinensis \| \| \| \| \| \| Pseudofistulina radicata \| \| \| \| |
|                 | \| \| Pseudofistulina sinensis \| \| \| \| \| \| Pseudofistulina radicata \| \| \| \| |
|                 | Porodisculus                                                                          |
|                 |                                                                                       |
|                 | Pseudofistulina sinensis                                                              |
|                 |                                                                                       |
|                 | Pseudofistulina radicata                                                              |
|                 |                                                                                       |

|  | Pseudofistulina sinensis |
|  |                          |
|  | Pseudofistulina radicata |
|  |                          |

## Bildgalleri

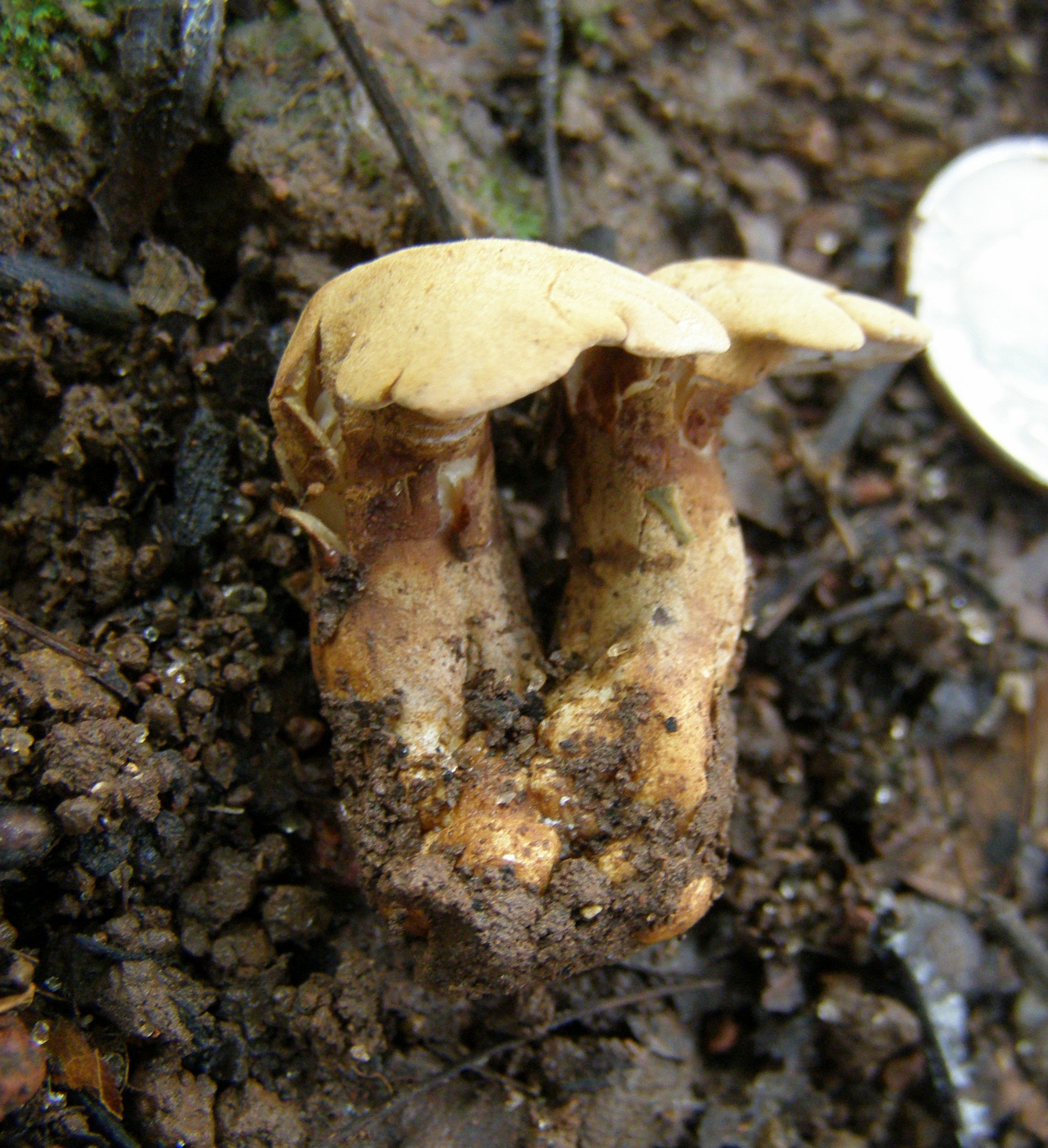